# OpenGL User Interface Library
OpenGL User Interface Library (GLUI) je C++ knihovna uživatelského rozhraní založená na OpenGL Utility Toolkit (GLUT) a umožňuje pracovat s ovládacími prvky jako jsou tlačítka, zaškrtávací pole, přepínači a číselníky v OpenGL aplikacích. Knihovna nezávisle na systému dokáže zpracovat veškeré systémové události např. patřící oknu nebo pocházející od počítačové myši. Postrádá však rysy více rozvinuté knihovny jako je např. Qt, wxWidgets nebo FLTK, na druhou stranu má zase malou velikost a je extrémně snadná na použití.
První verze pochází od Paula Rademachera aby si usnadnil svou akademickou práci a nyní je knihovna spravována Nigelem Stewartem.
Slabiny projektu jsou kritizovány v průměrné odezvě a ne plně funkční práci s výběrem souborů.[zdroj?]